# Marie-Luce Waldmeier
Marie-Luce Waldmeier, née le 1er juillet 1960 à Ambilly, est une skieuse alpine française.

## Résultats

### Jeux olympiques
- Jeux olympiques de 1980
  - 16e en descente
- Jeux olympiques de 1984
  - 20e en descente[1]

### Championnats du monde
- Championnats du monde 1982
  - 13e en descente

### Coupe du monde
- Meilleur résultat au classement général : 36e en 1981
- 2 podiums

### Championnats de France
- 2 fois Championne de France de Descente en 1980 et 1983